# Голокучник обыкновенный
Голоку́чник обыкнове́нный, или голокучник Линне́я, или голокучник дрио́птерисовый, или голокучник трёхпёрый, или голокучник трёхразде́льный, или голокучник щито́вниковый, или щито́вник Линнея, или многоножка тройчатая (лат. Gymnocárpium dryópteris)  — многолетний папоротник, вид рода Голокучник из семейства Пузырниковых. Одно из своих названий вид получил в честь знаменитого ботаника Карла Линнея.

## Ботаническое описание

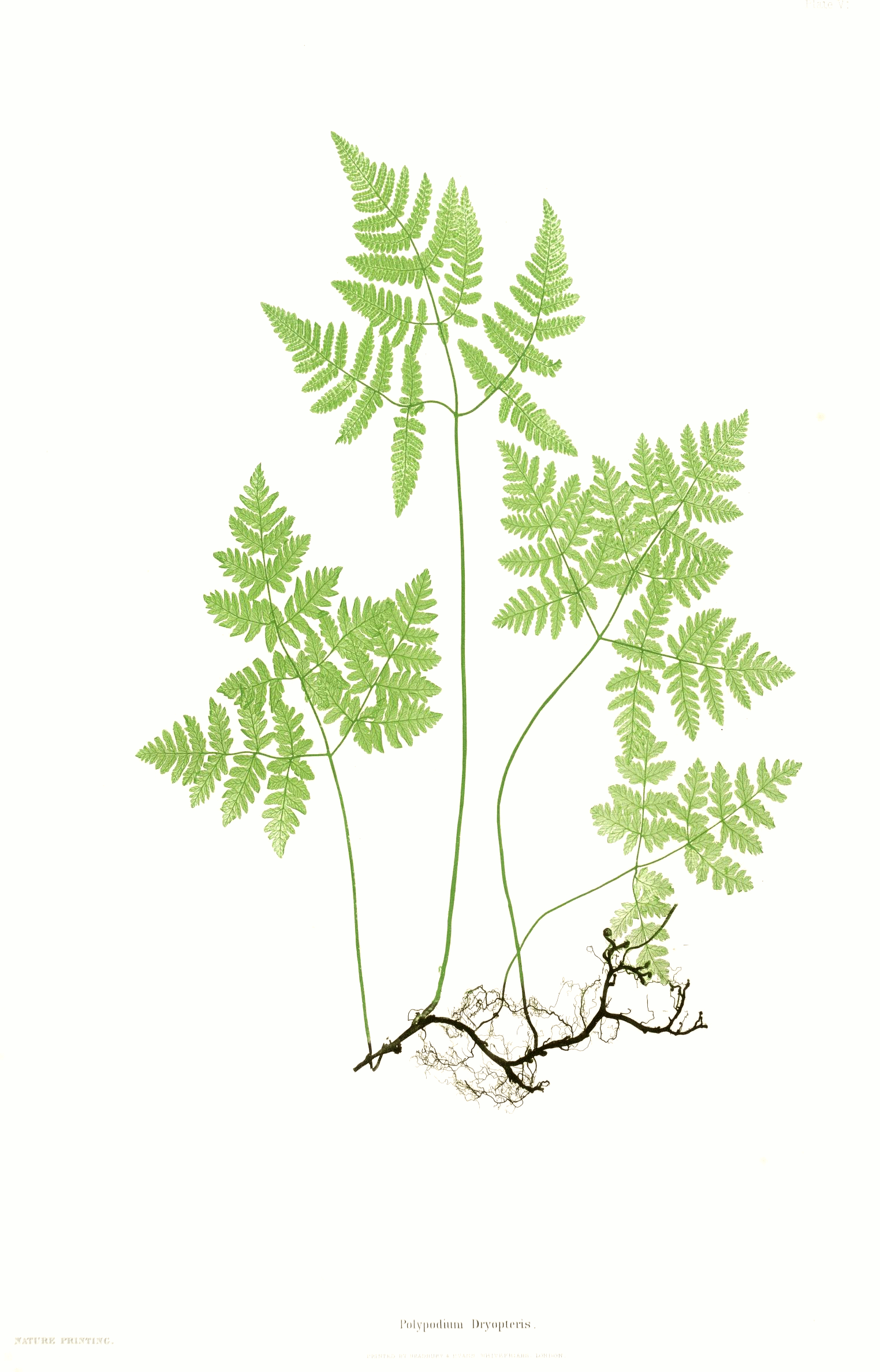
Ботаническая иллюстрация из книги Томаса Мура The ferns of Great Britain and Ireland, 1857

Растение до 50 см высотой, папоротник с ползучим, сильно разрастающимся длинным разветвлённым корневищем. Одна особь может занимать значительную площадь.
Вайи одиночные. Листья светло-зелёные, в очертании треугольные или широкотреугольные; доли их на черешках, дважды перисторассечённые; сегменты второго порядка яйцевидные или ланцетные, перисто-раздельные, обычно с тупыми округлыми цельнокрайными конечными дольками.
Сорусы без покрывальца, удалены друг от друга. Споры в европейской части России созревают в июне — июле.
Число хромосом 2n = 160.

## Распространение и экология
Голокучник обыкновенный распространён в Европе (но на юге — редко), на Кавказе, в Средней Азии, Японии, Китае, Северной Америке.
В России встречается в лесной полосе повсеместно.
Растёт преимущественно в темнохвойных (еловых) и смешанных лесах, на небогатой и умеренно влажной почве, часто разрастаясь в просветах крон и иногда на вырубках — на мелких порубочных древесных остатках; на скалах, каменистых склонах, осыпях. Всюду обыкновенен.

Включён в Красную книгу Чукотского автономного округа (2008), отнесён к категории очень редких реликтовых видов. На востоке Чукотского полуострова встречается на территории природно-этнического парка «Берингия», комплексного памятника природы «Термальный».

## Хозяйственное значение и применение
В корневищах найдены стероиды, каротиноиды и воски.
Настой и настойку листьев (внутрь), а также распаренные листья (местно) применяют как анальгезирующее при артралгиях, вывихе плечевого сустава, настой (местно) — при мастите, ушибах, язвах, ранах, внутрь — при чесотке.
В ветеринарии отвар листьев используют при респираторных инфекциях у лошадей, а истолчённые и распаренные листья — при хромоте, ушибах, вывихах у лошадей.
Осадок при упаривании ацетонового экстракта листьев проявляет гиббереллиноподобные свойства.
Декоративное растение.

## Таксономия

### Синонимы
По данным The Plant List на 2013 год, в синонимику вида входят:
- Aspidium dryopteris Baumg.
- Carpogymnia dryopteris (L.) Á.Löve & D.Löve
- Currania dryopteris (L.) Wherry
- Dryopteris dryopteris Britt.
- Dryopteris linneana C.Chr.
- Dryopteris pulchella (Salisb.) Hayek
- Dryopteris pumila V.I.Krecz.
- Filix pumila Gilib.
- Lastrea dryopteris (L.) Bory
- Nephrodium dryopteris (L.) Michx.
- Phegopteris dryopteris (L.) Fée
- Polypodium dryopteris L.
- Polypodium pulchellum Salisb.
- Thelypteris dryopteris (L.) Sloss.